# Eden (Vermont)
Eden – miasto w Stanach Zjednoczonych, w stanie Vermont, w hrabstwie Lamoille.